# Карапетян, Рубен Карленович
Рубен Карленович Карапетян (арм. Ռուբեն Կառլենի Կարապետյան; род. 10 сентября 1963, Ереван) — армянский дипломат, историк, арабист. Чрезвычайный и полномочный посол Республики Армения, доктор исторических наук, профессор.

## Биография
Рубен Карапетян родился в 1963 году в Ереване. Окончил ереванскую среднюю школу № 55 имени А.Чехова.
В 1980—1986 годах учился на факультете востоковедения Ереванского государственного университета по специальности арабский язык и литература.
С февраля по июль 1993 года прошел специальный курс по политологии в Университете Айказян в Бейруте (Ливан). С мая по август 1994 года в университетах Оксфорда, Лидса и Эдинбурга принимал участие в интенсивных дипломатических курсах по дипломатии и международному праву.
- 1986—1988 годах — старший инспектор, Отдел внешних связей Ереванского государственного университета (ЕГУ), ответственный за реализацию двусторонних соглашений о сотрудничестве между ЕГУ и зарубежными вузами.
- 1988—1992 годах — начальник отделения по работе с иностранными студентами, Отдел внешних связей ЕГУ.
- 1993—1994 годах — атташе Первого европейского управления МИД РА.
- 1994—1995 годах — третий секретарь Второго европейского управления МИД РА.
- 1995 год — второй секретарь Посольства Республики Армения в Болгарии.
- 1996—1997 годах — второй секретарь Посольства Республики Армения в Греции.1997—1999 годах — первый секретарь Посольства Республики Армения в Греции (вице-посол).
- 1999—2000 годах — руководитель аппарата МИД РА.
- 2000—2004 годах — начальник Управления Азии, Океании и Африки МИД РА.
- 2004—2009 годах — Чрезвычайный и Полномочный Посол Республики Армения в Арабской Республике Египет.
- 2005—2019 годах — по совместительству посол Армении в Марокко, ЮАР, Эфиопии, Ливии и Судане (резиденция в Каире).
- 2008—2009 годах — полномочный представитель Республики Армения в Лиге арабских государств.
- 2008—2009 годах — постоянный наблюдатель Республики Армения в Африканском союзе.
- 2009—2013 годах — Чрезвычайный и Полномочный Посол Республики Армения в Итальянской Республике.[1]
- 2010—2013 годах — по совместительству посол Армении в Словении, Хорватии, Мальте и Португалии (резиденция в Риме).

С 2013 года занимает должность председателя совета попечителей армяно-итальянского фонда «Дадиванк».
В 2019—2020 годах занимал пост советника министра иностранных дел Армении.

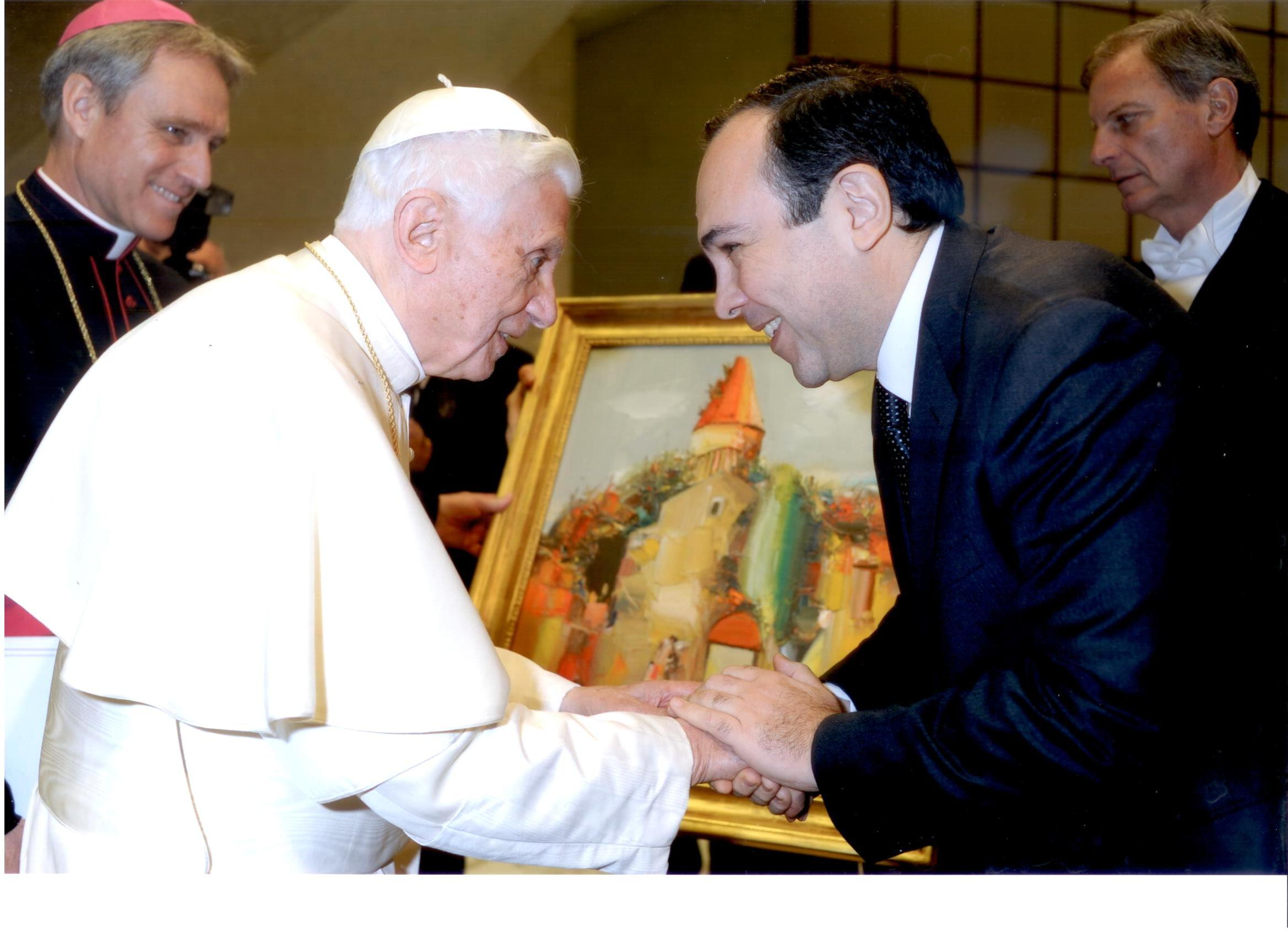
С папой римским Бенедиктом XVI

2020—2022 годах — Советник Президента Армении.
Имеет ранг Чрезвычайного и полномочного посла Республики Армения.
Владеет английским, арабским, итальянским и русским языками.
Женат, имеет дочь и внука.

### Научно-исследовательская и педагогическая деятельность
Защитил научную диссертацию на тему «Сирийско-американские отношения 1967—1996 гг.» в Институте востоковедения НАН РА в 1999 году и получил степень кандидата исторических наук.
В 2009 году ему была присвоена научная степень доктора исторических наук за работу «Место и роль Сирии в арабо-израильском конфликте 1946—2000 гг.».
Рубен Карапетян начал преподавать на кафедре арабистики факультета востоковедения ЕГУ с сентября 1999 года.
В 2003—2004 годах — основатель и заведующий Отделом стран Юго-Восточной Азии Института востоковедения НАН РА (по совместительству в МИД).
Рубен Карапетян с сентября 2014 года по сей день преподает в Российско-армянском (Славянском) университете, является профессором кафедры международных отношений и мировой политики, Института права и политики того же университета.
2016—2019 годах — советник директора Института истории НАН РА по вопросам международного сотрудничества и ведущий научный сотрудник отдела «Общей истории».
В 2019 году Рубену Карапетяну было присвоено звание заслуженного профессора Российско-Армянского университета.

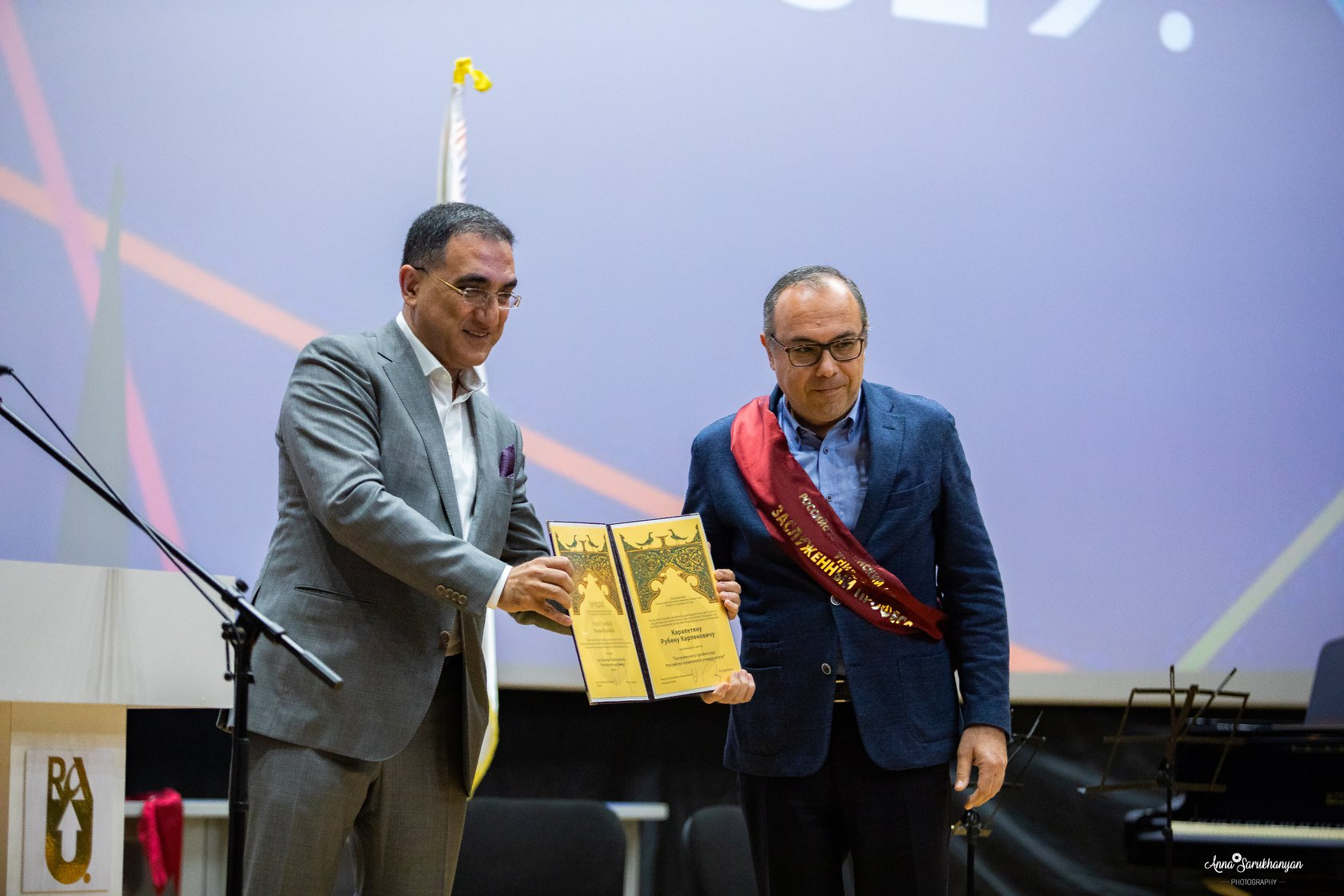
С ректором Российско-Армянского университета Арменом Дарбиняном.

Член Ученого совета Российско-армянского университета, Института права и политики.
2019—2020 годах — член Совета Попечителей ЕГУ.
Член редакционного совета журнала «Вестник общественных наук» НАН РА.
С 2011 года является членом Международного научного комитета Римского института геополитических исследований и смежных наук (итал. Istituto di Alti Studi in Geopolitica e Scienze Ausiliare, IsAG).
Член редакционных советов научных изданий «Вопросы Востоковедения» (англ. Journal of Oriental Studies) и «Арабоведческие исследования» (англ. Jornal of Arabic Studies) факультета востоковедения ЕГУ.
В 2016—2021 годах Карапетян являлся научным руководителем 5 аспирантов, которые успешно защитили кандидатские диссертации в институтах Востоковедения и Истории НАН РА.
С различными лекциями выступал в университетах Египта, Ливана, Сирии и Италии.
Автор 7 монографий, в том числе учебника «Новая и новейшая история арабских стран» для студентов вузов, а также более трех десятков статей по проблемам Ближнего Востока и геополитике Южного Кавказа.